# Force India
Sahara Force India Formula One Team byl britský automobilový tým, který závodil pod indickou licencí. Účastnil se Mistrovství světa vozů Formule 1. Force India oficiálně vznikla v říjnu roku 2007. Jejím vlastníkem se stal v polovině roku 2018 kanadský miliardář Lawrence Stroll, který ale musel založit nový tým a to pod názvem Racing Point F1.

## Historie

### Vznik týmu
V roce 1991 byl v Silverstone založen tým Jordan. Veškerá zařízení a zázemí byla v roce 2005 odkoupena společností Midland Group, kanadského podnikatele ruského původu Alexe Shnaidera, a v roce 2006 byl tým přejmenován na Midland F1. Poté byl na konci sezony 2006 prodán společnosti Spyker Cars. Ovšem Spyker měl během sezony 2007 finanční problémy a tým musel být znovu prodán. Orange India Holdings, konsorcium firem Watson Ltd. (Dr. Vijay Mallya) a Strongwind (Michiel Mol), koupila tým Spyker F1 za zhruba 88 milionů eur v říjnu 2007.

### Sezóna 2008
Šéfem týmu pro sezonu 2008 zůstává i nadále Colin Kolles, který tým vedl už v roce 2005. Mike Gascoyne je vedoucím pracovníkem technického vývoje a hlavní konstruktér. Pro první část sezony 2008 bude tým používat šasi Spykeru F8-VII a nové zákaznické motory Ferrari pro rok 2008, díky smlouvě, která platí až do roku 2010.
Force India má smlouvu s Adrianem Sutilem pro rok 2008, ovšem o Sutilovi se spekuluje jakožto o možném nástupci Fernanda Alonsa v McLarenu. Ovšem Mallya naznačil, že si přeje aby Sutil zůstal v týmu i v roce 2008. S druhým vozem bývají nejčastěji spojování indičtí piloti Narain Karthikeyan a Karun Chandhok a také bývalý pilot Toyoty Ralf Schumacher. K zimnímu testování byli včetně Sutila pozváni Vitantonio Liuzzi, Christian Klien a bývalý testovací piloti Spykeru Giedo van der Garde a Roldán Rodríguez.

## Kompletní výsledky ve Formuli 1
| Legenda k tabulce | Legenda k tabulce                                                                       |
| Barva             | Výsledek                                                                                |
| ----------------- | --------------------------------------------------------------------------------------- |
| Zlatá             | Vítěz                                                                                   |
| Stříbrná          | 2. místo                                                                                |
| Bronzová          | 3. místo                                                                                |
| Zelená            | Bodované umístění                                                                       |
| Modrá             | Nebodované umístění                                                                     |
| Modrá             | Dokončil neklasifikován (NC)                                                            |
| Fialová           | Odstoupil (Ret)                                                                         |
| Červená           | Nekvalifikoval se (DNQ)                                                                 |
| Červená           | Nepředkvalifikoval se (DNPQ)                                                            |
| Černá             | Diskvalifikován (DSQ)                                                                   |
| Bílá              | Nestartoval (DNS)                                                                       |
| Bílá              | Závod zrušen (C)                                                                        |
| Světle modrá      | Pouze trénoval (PO)                                                                     |
| Světle modrá      | Páteční testovací jezdec (TD)                                                           |
| Bez barvy         | Netrénoval (DNP)                                                                        |
| Bez barvy         | Vyřazen (EX)                                                                            |
| Bez barvy         | Nepřijel (DNA)                                                                          |
| Bez barvy         | Odvolal účast (WD)                                                                      |
| Bez barvy         | Nezúčastnil se (prázdné)                                                                |
| Označení          | Význam                                                                                  |
| Tučnost           | Pole position                                                                           |
| Kurzíva           | Nejrychlejší kolo                                                                       |
| †                 | Jezdec nedojel do cíle, ale byl klasifikován, protože odjel více než 90 % délky závodu. |
| ‡                 | Byl udělován poloviční počet bodů, protože bylo odjeto méně než 75 % délky závodu.      |
| Horní index       | Umístění bodujících jezdců ve sprintu                                                   |

| Rok  | Šasi   | Motor                           | Pneu | Jezdci               | 1   | 2   | 3   | 4   | 5   | 6   | 7   | 8   | 9   | 10  | 11  | 12  | 13  | 14  | 15  | 16  | 17  | 18  | 19  | 20  | 21  | Body   | Umístění  |
| ---- | ------ | ------------------------------- | ---- | -------------------- | --- | --- | --- | --- | --- | --- | --- | --- | --- | --- | --- | --- | --- | --- | --- | --- | --- | --- | --- | --- | --- | ------ | --------- |
| 2008 | VJM01  | Ferrari 056 2.4 V8              | B    |                      | AUS | MAL | BHR | ESP | TUR | MON | CAN | FRA | GBR | GER | HUN | EUR | BEL | ITA | SIN | JPN | CHN | BRA |     |     |     | 0      | 10. místo |
| 2008 | VJM01  | Ferrari 056 2.4 V8              | B    | Adrian Sutil         | Ret | Ret | 19  | Ret | 16  | Ret | Ret | 19  | Ret | 15  | Ret | Ret | 13  | 19  | Ret | Ret | Ret | 16  |     |     |     | 0      | 10. místo |
| 2008 | VJM01  | Ferrari 056 2.4 V8              | B    | Giancarlo Fisichella | Ret | 12  | 12  | 10  | Ret | Ret | Ret | 18  | Ret | 16  | 15  | 14  | 17  | Ret | 14  | Ret | 17  | 18  |     |     |     | 0      | 10. místo |
| 2009 | VJM02  | Mercedes FO 108W 2.4 V8         | B    |                      | AUS | MAL | CHN | BHR | ESP | MON | TUR | GBR | GER | HUN | EUR | BEL | ITA | SIN | JPN | BRA | ABU |     |     |     |     | 13     | 9. místo  |
| 2009 | VJM02  | Mercedes FO 108W 2.4 V8         | B    | Adrian Sutil         | 9   | 17  | 17† | 16  | Ret | 14  | 17  | 17  | 15  | Ret | 10  | 11  | 4   | Ret | 13  | Ret | 17  |     |     |     |     | 13     | 9. místo  |
| 2009 | VJM02  | Mercedes FO 108W 2.4 V8         | B    | Giancarlo Fisichella | 11  | 18† | 14  | 15  | 14  | 9   | Ret | 10  | 11  | 14  | 12  | 2   |     |     |     |     |     |     |     |     |     | 13     | 9. místo  |
| 2009 | VJM02  | Mercedes FO 108W 2.4 V8         | B    | Vitantonio Liuzzi    |     |     |     |     |     |     |     |     |     |     |     |     | Ret | 14  | 14  | 11  | 15  |     |     |     |     | 13     | 9. místo  |
| 2010 | VJM03  | Mercedes FO 108X 2.4 V8         | B    |                      | BHR | AUS | MAL | CHN | ESP | MON | TUR | CAN | EUR | GBR | GER | HUN | BEL | ITA | SIN | JPN | KOR | BRA | ABU |     |     | 68     | 7. místo  |
| 2010 | VJM03  | Mercedes FO 108X 2.4 V8         | B    | Adrian Sutil         | 12  | Ret | 5   | 11  | 7   | 8   | 9   | 10  | 6   | 8   | 17  | Ret | 5   | 16  | 9   | Ret | Ret | 12  | 13  |     |     | 68     | 7. místo  |
| 2010 | VJM03  | Mercedes FO 108X 2.4 V8         | B    | Vitantonio Liuzzi    | 9   | 7   | Ret | Ret | 15† | 9   | 13  | 9   | 16  | 11  | 16  | 13  | 10  | 12  | Ret | Ret | 6   | Ret | Ret |     |     | 68     | 7. místo  |
| 2011 | VJM04  | Mercedes FO 108Y 2.4 V8         | P    |                      | AUS | MAL | CHN | TUR | ESP | MON | CAN | EUR | GBR | GER | HUN | BEL | ITA | SIN | JPN | KOR | IND | ABU | BRA |     |     | 69     | 6. místo  |
| 2011 | VJM04  | Mercedes FO 108Y 2.4 V8         | P    | Adrian Sutil         | 9   | 11  | 15  | 13  | 13  | 7   | Ret | 9   | 11  | 6   | 14  | 7   | Ret | 8   | 11  | 11  | 9   | 8   | 6   |     |     | 69     | 6. místo  |
| 2011 | VJM04  | Mercedes FO 108Y 2.4 V8         | P    | Paul di Resta        | 10  | 10  | 11  | Ret | 12  | 12  | 18† | 14  | 15  | 13  | 7   | 11  | 8   | 6   | 12  | 10  | 13  | 9   | 8   |     |     | 69     | 6. místo  |
| 2012 | VJM05  | Mercedes FO 108Z 2.4 V8         | P    |                      | AUS | MAL | CHN | BHR | ESP | MON | CAN | EUR | GBR | GER | HUN | BEL | ITA | SIN | JPN | KOR | IND | ABU | USA | BRA |     | 109    | 7. místo  |
| 2012 | VJM05  | Mercedes FO 108Z 2.4 V8         | P    | Paul di Resta        | 10  | 7   | 12  | 6   | 14  | 7   | 11  | 7   | Ret | 11  | 12  | 10  | 8   | 4   | 12  | 12  | 12  | 9   | 15  | 19† |     | 109    | 7. místo  |
| 2012 | VJM05  | Mercedes FO 108Z 2.4 V8         | P    | Nico Hülkenberg      | Ret | 9   | 15  | 12  | 10  | 8   | 12  | 5   | 12  | 9   | 11  | 4   | 21† | 14  | 7   | 6   | 8   | Ret | 8   | 5   |     | 109    | 7. místo  |
| 2013 | VJM06  | Mercedes FO 108Z 2.4 V8         | P    |                      | AUS | MAL | CHN | BHR | ESP | MON | CAN | GBR | GER | HUN | BEL | ITA | SIN | KOR | JPN | IND | ABU | USA | BRA |     |     | 77     | 6. místo  |
| 2013 | VJM06  | Mercedes FO 108Z 2.4 V8         | P    | Paul di Resta        | 8   | Ret | 8   | 4   | 7   | 9   | 7   | 9   | 11  | 18† | Ret | Ret | 20† | Ret | 11  | 8   | 6   | 15  | 11  |     |     | 77     | 6. místo  |
| 2013 | VJM06  | Mercedes FO 108Z 2.4 V8         | P    | Adrian Sutil         | 7   | Ret | Ret | 13  | 13  | 5   | 10  | 7   | 13  | Ret | 9   | 16† | 10  | 20† | 14  | 9   | 10  | Ret | 13  |     |     | 77     | 6. místo  |
| 2014 | VJM07  | Mercedes PU106A Hybrid 1.6 V6 t | P    |                      | AUS | MAL | BHR | CHN | ESP | MON | CAN | AUT | GBR | GER | HUN | BEL | ITA | SIN | JPN | RUS | USA | BRA | ABU |     |     | 155    | 6th       |
| 2014 | VJM07  | Mercedes PU106A Hybrid 1.6 V6 t | P    | Sergio Pérez         | 10  | DNS | 3   | 9   | 9   | Ret | 11† | 6   | 11  | 10  | Ret | 8   | 7   | 7   | 10  | 10  | Ret | 15  | 7   |     |     | 155    | 6th       |
| 2014 | VJM07  | Mercedes PU106A Hybrid 1.6 V6 t | P    | Nico Hülkenberg      | 6   | 5   | 5   | 6   | 10  | 5   | 5   | 9   | 8   | 7   | Ret | 10  | 12  | 9   | 8   | 12  | Ret | 8   | 6   |     |     | 155    | 6th       |
| 2015 | VJM08  | Mercedes PU106B Hybrid 1.6 V6 t | P    |                      | AUS | MAL | CHN | BHR | ESP | MON | CAN | AUT | GBR | HUN | BEL | ITA | SIN | JPN | RUS | USA | MEX | BRA | ABU |     |     | 136    | 5. místo  |
| 2015 | VJM08  | Mercedes PU106B Hybrid 1.6 V6 t | P    | Sergio Pérez         | 10  | 13  | 11  | 8   | 13  | 7   | 11  | 9   |     |     |     |     |     |     |     |     |     |     |     |     |     | 136    | 5. místo  |
| 2015 | VJM08  | Mercedes PU106B Hybrid 1.6 V6 t | P    | Nico Hülkenberg      | 7   | 14  | Ret | 13  | 15  | 11  | 8   | 6   |     |     |     |     |     |     |     |     |     |     |     |     |     | 136    | 5. místo  |
| 2015 | VJM08B | Mercedes PU106B Hybrid 1.6 V6 t | P    | Sergio Pérez         |     |     |     |     |     |     |     |     | 9   | Ret | 5   | 6   | 7   | 12  | 3   | 5   | 8   | 12  | 5   |     |     | 136    | 5. místo  |
| 2015 | VJM08B | Mercedes PU106B Hybrid 1.6 V6 t | P    | Nico Hülkenberg      |     |     |     |     |     |     |     |     | 7   | Ret | DNS | 7   | Ret | 6   | Ret | Ret | 7   | 6   | 7   |     |     | 136    | 5. místo  |
| 2016 | VJM09  | Mercedes PU106C Hybrid 1.6 V6 t | P    |                      | AUS | BHR | CHN | RUS | ESP | MON | CAN | EUR | AUT | GBR | HUN | GER | BEL | ITA | SIN | MAL | JPN | USA | MEX | BRA | ABU | 173    | 4. místo  |
| 2016 | VJM09  | Mercedes PU106C Hybrid 1.6 V6 t | P    | Sergio Pérez         | 13  | 16  | 11  | 9   | 7   | 3   | 10  | 3   | 17† | 6   | 11  | 10  | 5   | 8   | 8   | 6   | 7   | 8   | 10  | 4   | 8   | 173    | 4. místo  |
| 2016 | VJM09  | Mercedes PU106C Hybrid 1.6 V6 t | P    | Nico Hülkenberg      | 7   | 15  | 15  | Ret | Ret | 6   | 8   | 9   | 19† | 7   | 10  | 7   | 4   | 10  | Ret | 8   | 8   | Ret | 7   | 7   | 7   | 173    | 4. místo  |
| 2017 | VJM10  | Mercedes M08 EQ Power+ 1.6 V6 t | P    |                      | AUS | CHN | BHR | RUS | ESP | MON | CAN | AZE | AUT | GBR | HUN | BEL | ITA | SIN | MAL | JPN | USA | MEX | BRA | ABU |     | 187    | 4. místo  |
| 2017 | VJM10  | Mercedes M08 EQ Power+ 1.6 V6 t | P    | Sergio Pérez         | 7   | 9   | 7   | 6   | 4   | 13  | 5   | Ret | 7   | 9   | 8   | 17† | 9   | 5   | 6   | 7   | 8   | 7   | 9   | 7   |     | 187    | 4. místo  |
| 2017 | VJM10  | Mercedes M08 EQ Power+ 1.6 V6 t | P    | Esteban Ocon         | 10  | 10  | 10  | 7   | 5   | 12  | 6   | 6   | 8   | 8   | 9   | 9   | 6   | 10  | 10  | 6   | 6   | 5   | Ret | 8   |     | 187    | 4. místo  |
| 2018 | VJM11  | Mercedes M09 EQ Power+ 1.6 V6 t | P    |                      | AUS | BHR | CHN | AZE | ESP | MON | CAN | FRA | AUT | GBR | GER | HUN | BEL | ITA | SIN | RUS | JPN | USA | MEX | BRA | ABU | 0 (59) | DSQ       |
| 2018 | VJM11  | Mercedes M09 EQ Power+ 1.6 V6 t | P    | Sergio Pérez         | 11  | 16  | 12  | 3   | 9   | 12  | 14  | Ret | 7   | 10  | 7   | 14  |     |     |     |     |     |     |     |     |     | 0 (59) | DSQ       |
| 2018 | VJM11  | Mercedes M09 EQ Power+ 1.6 V6 t | P    | Esteban Ocon         | 12  | 10  | 11  | Ret | Ret | 6   | 9   | Ret | 6   | 7   | 8   | 13  |     |     |     |     |     |     |     |     |     | 0 (59) | DSQ       |

Poznámky
- Dne 27. července vstoupil tým Force India do nucené samospávy. Dne 7. srpna byl tým zakoupen Lawrencem Strollem a dne 23. srpna získal licenci jako zcela nový tým, z toho důvodu mu byly odebrány veškeré body získané v sezóně 2018 a od Grand Prix Belgie tým nastupuje pod názvem Racing Point Force India F1 Team.